# Zyprische Badmintonmeisterschaft 2017
Die Zyprische Badmintonmeisterschaft 2017 fand vom 1. bis zum 2. Juli 2017 statt. Es war die 28. Auflage der nationalen Titelkämpfe von Zypern im Badminton.

## Medaillengewinner
| Disziplin    | Gold                                    | Silber                                  | Bronze                                    |
| ------------ | --------------------------------------- | --------------------------------------- | ----------------------------------------- |
| Herreneinzel | George Nicolaou                         | Elias Nicolaou                          | Kyriacos Pissis                           |
| Herreneinzel | George Nicolaou                         | Elias Nicolaou                          | Andreas Frangou                           |
| Dameneinzel  | Eleni Christodoulou                     | Anastasia Zintsidou                     | Ioanna Pissi                              |
| Dameneinzel  | Eleni Christodoulou                     | Anastasia Zintsidou                     | Andriana Demetriou                        |
| Herrendoppel | George Nicolaou Elias Nicolaou          | Nicolas Panayiotou Kyriacos Pissis      | Evandros Votsis Constantinos Constantinou |
| Herrendoppel | George Nicolaou Elias Nicolaou          | Nicolas Panayiotou Kyriacos Pissis      | Andreas Frangou Charis Charalambous       |
| Damendoppel  | Anastasia Zintsidou Eleni Christodoulou | Kleopatra Khatap Ioanna Pissi           | Andriana Demetriou Efremia Hadjisolomou   |
| Damendoppel  | Anastasia Zintsidou Eleni Christodoulou | Kleopatra Khatap Ioanna Pissi           | Stephanie Frangou Andrea Chrysostomou     |
| Mixed        | Elias Nicolaou Eleni Christodoulou      | Christakis Temereas Anastasia Zintsidou | Andreas Frangou Andrea Chrysostomou       |
| Mixed        | Elias Nicolaou Eleni Christodoulou      | Christakis Temereas Anastasia Zintsidou | Kyriacos Pissis Marina Demosthenous       |